# ブレイク・ジェンナー
ブレイク・ジェンナー （Blake Jenner, 1992年8月27日 - ）はアメリカ出身の俳優で歌手である。彼はOxygenで放送されたリアリティ番組『Glee プロジェクト 〜主役は君だ!』シーズン2の優勝者であり、テレビドラマ『Glee/グリー』シーズン4でライダー・リン役で出演していた。

## キャリア
ジェンナーは9歳の時、脚本と演技に取り組み、中学校から高校時代に学校で披露していた。彼はまた演劇の授業に通い、広告業で働いていた。彼は学校の体育でフットボールやレスリングを採っていた。
彼は俳優としてのキャリアを追い求めるため地元のフロリダ州マイアミを去り、ロサンゼルスへ引っ越した。ゆくゆく彼はABCファミリーのシットコム『メル&ジョー 好きなのはあなたでしょ?』にジョック・ミルラー・コリンズ役で、1話分ゲスト出演した。
ジェナーは優勝するとフォックス放送のミュージカル・コメディドラマ『Glee/グリー』に7話分出演できるリアリティ番組『Glee プロジェクト 〜主役は君だ!』シーズン2で、14人の参加者の中の1人として出演した。彼は3人のファイナリストに残り、結果として優勝した。ジェナーが演じる、ライダー・リンは2012年11月8日に米国で放送されたシーズン4第5話に初登場した。ライダーはマッキンリー高校の生徒でグリー部に入部する。ライダーはフィン・ハドソンの若いバージョンとして知られている。

### 私生活
2014年、テレビドラマ『glee/グリー』で共演したメリッサ・ブノワと婚約、2015年3月に結婚したが、2016年12月末に離婚申請をした。離婚は2017年12月に確定した。2019年11月、ブノワがインスタグラムのビデオで過去にDV被害にあったことを告白。ブノワは相手の名を明かさなかったが、彼女に暴力をふるっていたことを2020年10月、ジェンナーが認めた。

## 出演作品
| 年度 | 作品名                                                                       | 役名                     | 備考                     |
| ---- | ---------------------------------------------------------------------------- | ------------------------ | ------------------------ |
| 2010 | Fresh 2 Death 2010                                                           | コナー                   | 短編映画                 |
| 2011 | Wurlitzer                                                                    | アレクサンダー・ムーア   | 製作総指揮と製作も務めた |
| 2011 | Cousin Sarah                                                                 | ブレット・マークス       |                          |
| 2012 | The Truth In Being Right                                                     | ジェフリー               | 短編映画                 |
| 2016 | エブリバディ・ウォンツ・サム!! 世界はボクらの手の中に Everybody Wants Some!! | ジェイク                 | [ 9 ]                    |
| 2016 | スウィート17モンスター                                                       | ダリアン                 |                          |
| 2018 | アメリカン・アニマルズ American Animals                                      | チャールズ・T・アレン2世 |                          |

| 年度        | 作品名                                             | 役名               | 備考                                         |
| ----------- | -------------------------------------------------- | ------------------ | -------------------------------------------- |
| 2011        | メル&ジョー 好きなのはあなたでしょ? Melissa & Joey | ミルラー・コリンズ | 「やっかいなお隣さん」 （シーズン1、第28話） |
| 2012        | Glee プロジェクト 〜主役は君だ! The Glee Project   | 本人               | シーズン2                                    |
| 2012 - 2015 | Glee/グリー Glee                                   | ライダー・リン     |                                              |
| 2019        | What/If 選択の連鎖 What/If                         | ショーン           | メインキャスト                               |